# Авеста
Авеста је збирка светих књига религије старих Иранаца (Парса), које су задржале Заратустрино учење (Зендавеста). Настала је за време Заратустриног живота. Авеста је најсветија књига Зороастризма. Она за зороастрејце има исту важност као Библија за хришћане или Куран за муслимане. Сви сачувани текстови Авесте потичу из периода после слома Сасанидске династије, обично од 9. па све до 13. века п. н. е.
Авеста је примарна збирка верских текстова зороастризма, састављена на авестанском, раном иранском језику којим су говорили древни Иранци, а који је прилично близак ведском санскритском језику Риг Веде.
Текстови Авесте спадају у неколико различитих категорија, распоређених било по дијалекту, или по употреби. Главни текст у литургијској групи је Јасна, која је добила име по церемонији Јасна, примарном чину богослужења зороастризма, и на којој се рецитује текст Јасне. Најважнији део текстова Јасне су пет Гата, које се састоје од седамнаест химни које се приписују самом Зороастру. Ове химне, заједно са пет других кратких староавестанских текстова који су такође део Јасне, су на старом (или 'гатичком') авестанском језику. Остатак Јасниних текстова је на млађем авестанском, који није само из каснијег стадијума језика, већ и из другог географског региона.
Проширења церемоније Јасне укључују текстове Вендидад и Висперад. Висперадске екстензије се углавном састоје од додатних призивања божанстава (јазата), док је Вендидад мешовита збирка прозних текстова који се углавном баве законима чистоте. Вендидад је и данас једини литургијски текст који се не рецитује у потпуности напамет. Неки од материјала проширене Јасне потичу из Јашта, који су химне појединачним јазатама. За разлику од Јасне, Висперада и Вендидада, Јаште и други мањи текстови Авесте се више литургијски не користе у високим ритуалима. Осим Јашти, ови други мањи текстови укључују Нјајеш текстове, Гах текстове, Сирозу и разне друге фрагменте. Заједно, ови мањи текстови се конвенционално називају Кордех Авеста или текстови „Мале Авесте“. Када су прва издања Кордех Авесте штампана у 19. веку, ови текстови (заједно са неким молитвама на неавестанском језику) постали су књига заједничке молитве за лаике.
Термин Авеста је из дела зороастријске традиције из 9/10 века у којима се реч појављује као средњоперсијски abestāg, Књига Пахлави ʾp(y)stʾkʼ. У том контексту, abestāg текстови се приказују као примљено знање и разликују се од егзегетских коментара (занд) истих. Дословно значење речи abestāg је неизвесно; опште је познато да је то учена позајмљеница из авестанског, али ниједна од предложених етимологија није универзално прихваћена. Често понављана деривација од *upa-stavaka је од Кристијана Бартолома, који је тумачио abestāg као потомка хипотетичке реконструисане староиранске речи за „хвалну песму“ (Бартолом: Lobgesang); али ова реч заправо није посведочена ни у једном тексту.

## Историографија
Преживели текстови Авесте, какви постоје данас, потичу из једне главне копије произведене упоређивањем и рецензијом у Сасанидском царству (224–651). Та главна копија, сада изгубљена, позната је као 'сасанидски архетип'. Најстарији сачувани рукопис (К1) текста на авестанском језику датира из 1323. године. Кратки прегледи различитих авестинских текстова који се налазе у текстовима зороастријске традиције из 9/10 века сугеришу да је значајан део литературе на авестанском језику изгубљен. Само око једне четвртине авестанских реченица или стихова на које се позивају коментатори из 9/10 века може се наћи у сачуваним текстовима. Ово сугерише да је три четвртине авестанског материјала, укључујући неодређени број правних, историјских и легендарних текстова, изгубљено од тада. С друге стране, чини се да су највреднији делови канона, укључујући све најстарије текстове, сачувани. Разлог за то је вероватно тај што сачувани материјали представљају оне делове Авесте који су били у редовној литургијској употреби, те су их свештеници знали напамет, а њихово очување није зависило од опстанка појединих рукописа.
Предсасанидска историја Авесте, ако је и постојала, лежи у царству легенди и митова. Најстарије сачуване верзије ових прича налазе се у текстовима зороастријске традиције од 9. до 11. века нове ере (тј. у такозваним „Пахлави књигама“). Легенде иду на следећи начин: Двадесет и један наск („књигу“) Авесте створио је Ахура Мазда и донео Зороастер свом заштитнику Виштаспи (Денкард 4А, 3А). Наводно, Виштаспа (Дк 3А) или други Кајанин, Дарај (Дк 4Б), тада је наложио да се направе два примерка, од којих је један био отпремљен у ризници, а други у краљевској архиви (Дк 4Б, 5).  Након Александровог освајања, Грци су наводно уништили или распршили Авесту, након што су превели све научне одломке које су могли користити (АВН 7–9, Дк 3Б, 8). Неколико векова касније, један од партских царева по имену Валакш (један од Вологаса) наводно је тада наложио да се сакупе фрагменти, не само они који су претходно били записани, већ и они који су само усмено преношени (Дк 4Ц).
Денкард такође бележи још једну легенду везану за пренос Авесте. У овој причи, заслуге за упоређивање и рецензирање приписују се свештенику из раног сасанидског доба Тансару (високом свештенику под Ардаширом I, вл. 224–242, и Шапуром I, 240/242–272), који је наложио да се расута дела прикупе – од којих је само део одобрио као меродаван (Дк 3Ц, 4Д, 4Е). Тансарово дело је тада наводно завршио Адурбад Махраспандан (високи свештеник Шапура II, вл. 309–379) који је извршио општу ревизију канона и наставио да обезбеђује његову ортодоксност (Дк 4Ф, АВН 1.12–1.16). Коначна ревизија је наводно предузета у 6. веку нове ере под Хосровом I (Дк 4Г).
Почетком 20. века, легенда о упоредивању из партске ере изазвала је потрагу за „партским архетипом“ Авесте. Према теорији Фридриха Карла Андреаса (1902), претпостављало се да је архаична природа авестанских текстова последица очувања путем писаног преноса, а да су необични или неочекивани правописи у сачуваним текстовима одраз грешака које су унете током сасанидске ере - транскрипцијом из пахлавијских скрипти на арамејском алфабету. Потрага за 'арсакидским архетипом' била је све више критикована 1940-их и на крају је напуштена 1950-их након што је Карл Хофман показао да су недоследности које је приметио Андреас заправо због несвесних промена унесених усменим преносом.  Хофман је идентификовао да су ове промене једним делом последица модификација које су унете кроз рецитовање; и делом услед утицаја других иранских језика што је унето током преноса негде из источног Ирана (тј. централне Азија) преко Арахозије и Систана до Персије; и делимично због утицаја фонетског развоја у самом авестанском језику.
Легенде о сравњивању и ревизији из арсикидне ере више се не схватају озбиљно. Сада је извесно да су се током већег дела њихове дуге историје различити текстови Авесте преносили усмено, и независно један од другог, и да су тек око 5. или 6. века били посвећени писаној форми. Међутим, током њихове дуге историје, сматра се да су само гатски текстови (мање или више) били тачно научени напамет. Сматра се да су друга мање света дела преношена у течнијој усменој традицији, и да су делимично сачињена изнова са сваком генерацијом песника-свештеника, понекад уз додатак новог материјала. Млађи авестански текстови су стога сложена дела, са доприносима мноштва различитих аутора током неколико стотина година.
Текстови су релативно касно постали доступни европској науци, тако да проучавање зороастризма у западним земљама датира тек из 18. века. Абрахам Хјацинт Анкветил-Дуперон отпутовао је у Индију 1755. године и открио текстове међу индијским зороастријским (Парси) заједницама. Он је објавио низ француских превода 1771. на основу превода парсијског свештеника. Анкветил-Дуперонови преводи су испрва одбачени као фалсификат на лошем санскриту, али је он ослобођен оптужби током 1820-их након што је Расмус Раск испитао авестански језик. Раск је такође утврдио да су Анкветил-Дуперонови рукописи били фрагмент много веће колекције светих текстова. Анкветил-Дуперонови рукописи налазе се у Националној библиотеци Француске (рукописи серије „П“, док се Раскова збирка сада налази у Краљевској библиотеци у Данској („К“ серија). Друге велике колекције рукописа на авестијском језику су оне Британског музеја („Л“ серија), Оријенталне библиотеке К. Р. Кама у Мумбају, библиотеке Мехерџи Рана у Навсарију и у разним универзитетским и националним библиотекама у Европи.

## Језик
Треба напоменути да је Авеста написана изворним језиком Индо-Иранаца, тј. авестанским језиком, како га данас историчари зову. Наравно, ми не знамо како се заиста тај језик звао, али је сигурно да је по Авести касније добио име.
Куриозитет је да су слова авестанског језика много каснијег порекла него сам језик. Наиме, слова су изведена из средњоперсијског језика или пахлавија. Оргининална авестијска слова до данас нису пронађена.

## Делови Авесте
Авеста није јединствено дело, већ скуп више одвојених целина, тј. зборника. Састоји се из следећих зборника: Вендидад, Висперад, Хорда-Авеста, Јасна и Јашт.
Јасна је трећи по реду Авестин зборник, у коме се налазе молитве које су изговаране код приношења жртава и култних служења у храмовима. Изворне песме Јасне називају се гате, мада до данас није јасно шта израз гата значи. По мишљењу једних, реч је о музичком такту, а по мишљењу других — само о поетском стваралаштву које је могло да буде певано.
Јашт је четврти по реду Авестин зборник, у коме се налазе химне (њих двадесет и две), које су свака за себе посвећене по једном од божанстава из Зороастерског пантеона. Преко ових химни одавано је поштовање свим божанским бићима заслужним за добру реч, дело и мисао. У зборнику се налази и једна песма која припада средњоперсијском језику, тј. пахлавију, а која указује на тип ритуала и поштовање начела доброг у поретку материјалне стварности.
Хорда-Авеста се углавном састоји из молитви врховном богу Ахура Мазди, али и из неких легендарних прича и митова из персијске прадомовине, а Вендидад и Висперад су религиозни закони и парсијске догме.
Такође, Авеста се састоји и из тзв. фрагмената, делова Авесте који су нађени тек касније, а у којима се налазе разне изреке и савети за добар живот. Фрагменти се обично не наводе као део Авесте, већ само понекад.